# Беневело
Беневѐло (на италиански: Benevello; на пиемонтски: Benevel, Беневел) е село и община в Северна Италия, провинция Кунео, регион Пиемонт. Разположено е на 671 m надморска височина. Населението на общината е 461 души (към 2010 г.).